# Demons Are a Girl's Best Friend (Powerwolf)
Demons Are a Girl's Best Friend è un singolo del gruppo musicale tedesco Powerwolf, pubblicato il 25 maggio 2018 come primo estratto dal settimo album in studio The Sacrament of Sin.

## Descrizione
Seconda traccia dell'album, il gruppo ha definito il brano come il più atipico nella loro carriera, a causa delle influenze rock nel ritornello e dalla maggiore presenza dell'organo.
Inizialmente pubblicato per il solo download digitale in alcuni paesi dell'Europa, il 13 luglio 2018 i Powerwolf lo ha pubblicato anche sotto forma di CD singolo nella Repubblica Ceca a seguito della certificazione come disco d'oro dell'album Blessed & Possessed nel paese.

## Video musicale
Dopo aver diffuso un'anteprima il 18 maggio, il gruppo ha pubblicato il videoclip in concomitanza con il lancio del singolo e mostra il cantante Attila Dorn cantare il brano all'interno di una chiesa, circondato da alcune suore.

## Tracce
Download digitale (Francia, Italia, Repubblica Ceca, Romania, Spagna)
1. Demons Are a Girl's Best Friend – 3:38

CD singolo (Germania)
1. Demons Are a Girl's Best Friend – 3:38
2. Armata Strigoi (Live at at Masters of Rock Festival 2015) – 6:19
3. Coleus Sanctus (Live at at Masters of Rock Festival 2015) – 4:18